# 斯海尔德河
斯海尔德河（荷蘭語：Schelde，荷蘭語發音：[ˈsxɛldə] ⓘ，又称斯凱爾特河、须耳德河），也依法语译作埃斯科河（法語：Escaut，[ɛsko]），发源于法国埃纳省，流经比利时，最终在荷兰注入北海，全长350公里。
斯海尔德河流经的主要城市有：康布雷、德南、瓦朗谢讷、图尔奈、阿弗尔海姆、奥德纳尔德、根特、登德尔蒙德、泰姆瑟、安特卫普、泰尔讷曾、弗利辛恩。